# Beaufort (rzeka)
Beaufort – rzeka w Australii, w stanie Australia Zachodnia. Ma 80 km długości. Wypływa w pobliżu miejscowości Woodanilling, uchodzi do rzeki Arthur w okolicy miasta Duranillin. Została nazwana w grudniu 1835 roku przez geodetę Johna Septimusa Roe na cześć jego przyjaciela, Francisa Beauforta.